# Floriankapelle (Rożniątów)

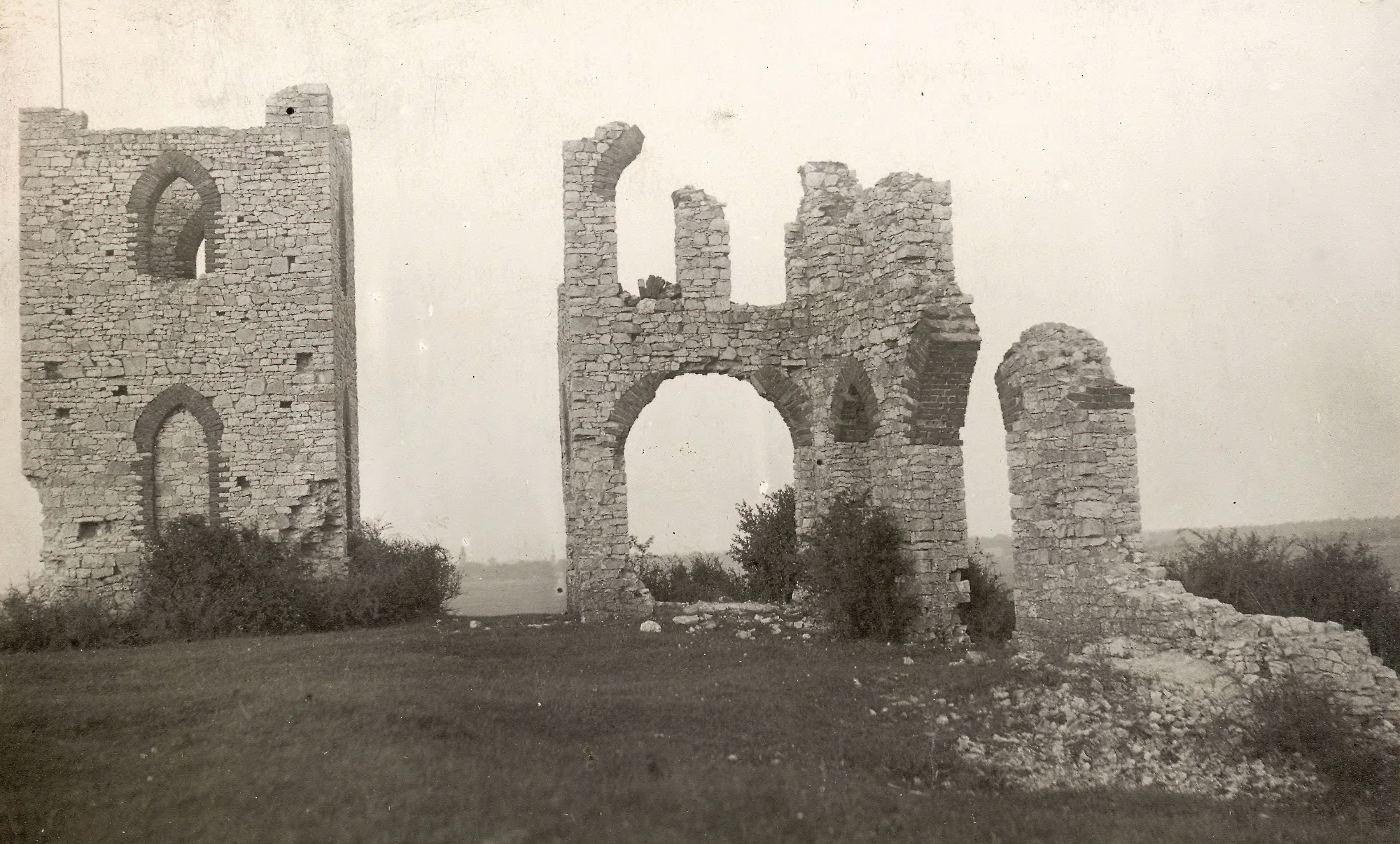
Die Ruine zu Beginn des 20. Jahrhunderts

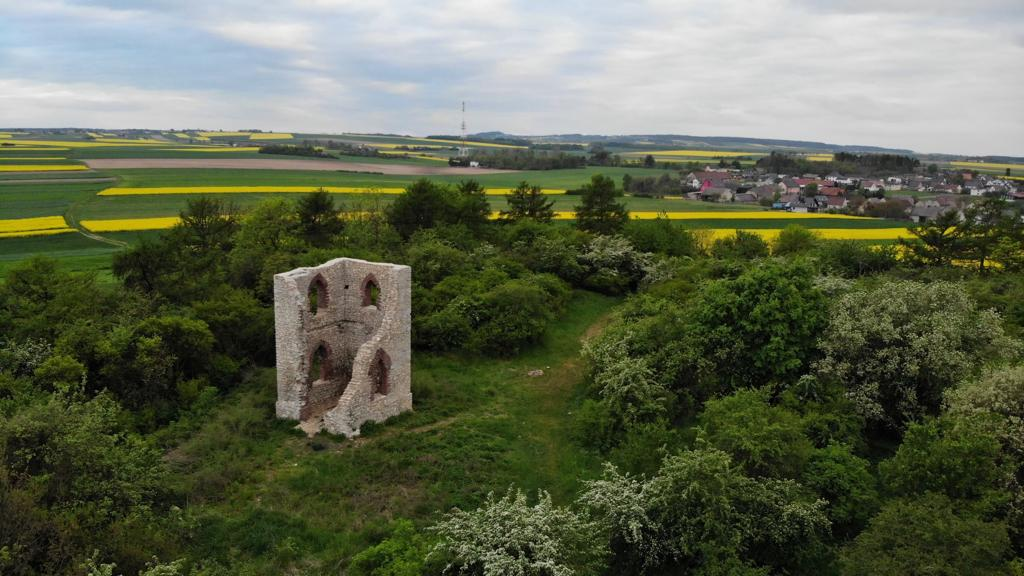
Blick auf die Floriankapelle

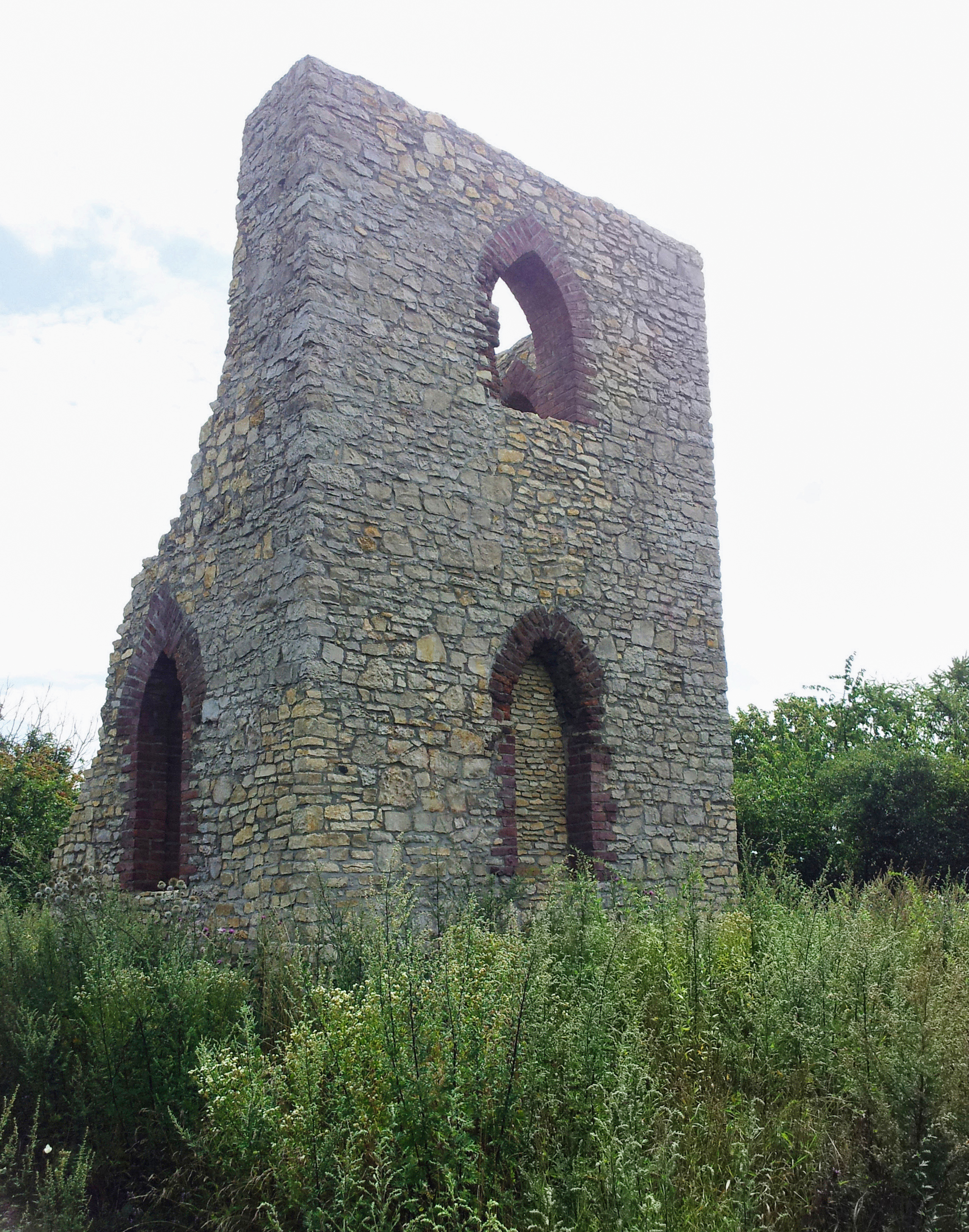
Die Kapelle

Die Floriankapelle in Rożniątów (Rosniontau) ist eine Kapelle aus dem 19. Jahrhundert auf einem Hügel (dem Kapellenberg, früher auch Galgenberg), die sich bis heute als Ruine erhalten hat. Die Kapelle sollte zur Kirche erweitert werden und blieb unvollendet.

## Geschichte und Beschreibung
1812 erwarb Andreas Maria von Renard (Anders von Tscharoski-Renard), mit Sitz auf Schloss Groß Strehlitz die Güter von Rosniontau samt dem einstigen Galgenberg. Seine Gemahlin Euphemie Anna Barbara von Rudno-Rudzinska (1800–1853), die er 1825 heiratete, ließ auf diesem 261 Meter hohen Hügel eine turmähnliche Kapelle im neogotischen Stil erbauen, die dem heiligen Florian geweiht war. Sie wurde wahrscheinlich um 1838 erbaut, war sechs bis sieben Meter hoch und hatte eine Grundfläche von 10 m². Ein Altarbild der heiligen Euphemia erinnerte an die Erbauerin, in einer Nische befand sich eine geschnitzte Figur des heiligen Florian. Als eine große Überschwemmung Not in die Region brachte, beschloss die Gräfin, die Kapelle zu einer Kirche zu erweitern, um den Bewohnern durch den Bau Arbeit zu verschaffen. Der Bau der Kirche wurde nie fertiggestellt, die genauen Gründe für den Baustopp sind nicht bekannt. Eventuell führte der Tod der Gräfin zum Ende der Bauarbeiten.
Waren zu Beginn des 20. Jahrhunderts noch ein großer Teil des Kirchturms und ein Teil der begonnenen Kirchenhalle erhalten, so ist die Ruine in der zweiten Hälfte des Jahrhunderts soweit verfallen, dass nur noch der Turm erhalten blieb, von dem jedoch zwischenzeitlich auch schon die Hälfte verfallen war. 2017 wurden die baufälligen Überreste gesichert, und der Turm restauriert und teilweise wieder aufgebaut. Schließlich wurde eine neue Figur des heiligen Florian in die Fassade eingesetzt.